# P-CAD
P-CAD는 인쇄 회로 기판을 설계 하기 위한 EDA 소프트웨어의 한 종류이다.
이 프로그램은 1982년 미국 캘리포니아에 위치한 Personal CAD Systems사에 의해 개발되었다.
이후 PC 의 발전에 따라서 도스 버전과 윈도우 버전으로 출시되었으며.
이후 여러차례 인수 합병을 거쳐 마지막으로는 PROTEL 로 유명한 Altium 사에 인수 합병되어 2006년 P-CAD2006 SP2 버전을 끝으로 단종되었다.
프로그램의 특징은 직관적인 명령어의 구조와 타 프로그램대비 유려한 GUI를 사용하여 시인성이 높고 비교적 사용하기 쉬운것으로 평가된다.
회로도설계 아트워크 라이브러리 제작등 각 기능이 별도의 9가지 프로그램의 조합으로 이루어져 있으며 별도의 추가기능을 커스터마이즈할 수 있다.
사용되는 파일의 확장자로는 [회로도:*.SCH, 아트웍:*.PCB, 라이브러리:*.LIB] 이 있다.
국내 EDA 시장의 특성상 OR-CAD와 PADS 사용자가 다수를 차지하며 P-CAD 의 시장 점유율은 낮은 편이다.